# Langhennersdorf
Langhennersdorf ist ein Ortsteil der Gemeinde Oberschöna im Landkreis Mittelsachsen (Freistaat Sachsen). Er schloss sich am 1. März 1994 mit Bräunsdorf zur Gemeinde Bräunsdorf-Langhennersdorf zusammen. Diese wurde am 1. Januar 1997 nach Oberschöna eingemeindet.

## Geografie

### Lage
Das Waldhufendorf Langhennersdorf liegt am nördlichen Rand des Osterzgebirges. Es liegt in einem Seitental der Großen Striegis, das vom Langhennersdorfer Bach durchflossen wird. Langhennersdorf liegt 8 km nordwestlich von Freiberg, 3 km südwestlich von Großschirma, 9 km östlich von Hainichen und 5 km nördlich von Oberschöna.

### Nachbarorte
| Mobendorf  | Seifersdorf                                 | Großschirma      |
| Bräunsdorf | Kompassrose, die auf Nachbargemeinden zeigt |                  |
|            | Wegefarth                                   | Kleinwaltersdorf |

## Geschichte

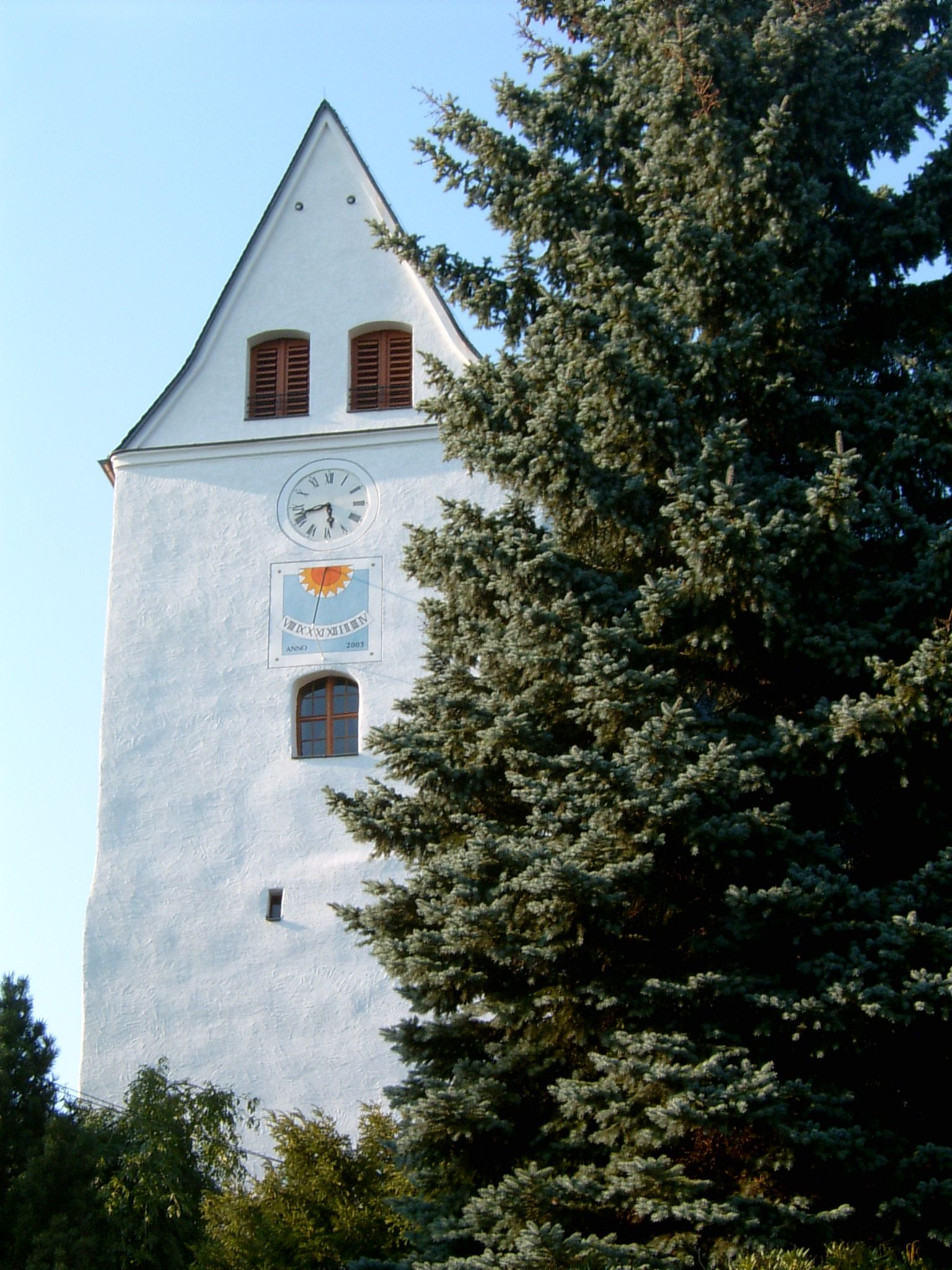
Hauptturm der Nikolaikirche zu Langhennersdorf

Langhennersdorf wurde um 1160 durch Otto den Reichen gegründet und gehörte damit bis 1540 zum Kloster Altzella bei Nossen. Mit Einführung der Reformation und der Säkularisation des Klosters Altzella kam das Dorf zum Amt Nossen, wurde jedoch 1552 vom sächsischen Kurfürsten Moritz seinem Kanzler Ulrich Mordeisen für treue Dienste als Lehen übereignet. Aus dessen Erbe kam es an den Kurfürsten Christian I., wodurch es seit 1587 als Amtsdorf zum Kreisamt Freiberg gehörte.
Im Dreißigjährigen Krieg musste Langhennersdorf durch Krankheiten und marodierende Truppen große Menschenverluste hinnehmen. Der Ort ist über Jahrhunderte größtenteils landwirtschaftlich geprägt. Zwischen dem 16. und 19. Jahrhundert wurde Silberbergbau betrieben. Langhennersdorf, welches auch das Zentrum des Kirchspieles Langhennersdorf ist, hat eine architektonisch bedeutsame Kirche mit einer Orgel, die von Zacharias Hildebrandt, unter der Aufsicht von Gottfried Silbermann erbaut wurde.
Langhennersdorf lag bis 1856 im kursächsischen bzw. königlich-sächsischen Kreisamt Freiberg. Ab 1856 gehörte der Ort zum Gerichtsamt Freiberg und ab 1875 zur Amtshauptmannschaft Freiberg. Durch die zweite Kreisreform in der DDR kam Langhennersdorf im Jahr 1952 zum Kreis Freiberg im Bezirk Chemnitz (1953 in Bezirk Karl-Marx-Stadt umbenannt), der ab 1990 als sächsischer Landkreis Freiberg fortgeführt wurde.
Am 1. März 1994 haben sich Langhennersdorf und Bräunsdorf zur Gemeinde Bräunsdorf-Langhennersdorf zusammengeschlossen. Die Eingemeindung von Bräunsdorf-Langhennersdorf nach Oberschöna erfolgte am 1. Januar 1997. Seit 2008 gehört Langhennersdorf zum Landkreis Mittelsachsen.

## Verkehr
Über Staatsstraßen ist Langhennersdorf mit Großschirma, Freiberg und Hainichen verbunden. Östlich des Orts befindet sich mit dem Flugplatz Langhennersdorf ein Sonderlandeplatz. Die Bahnstrecke Nossen–Moldau, die momentan ohne Personenverkehr ist, durchläuft mit 1,5 km die Gemarkung Langhennersdorf, nächster Anschluss besteht am Bahnhof Kleinwaltersdorf.

## Bauwerke

### Gedenkstätten
- Grabstätte und hölzerner Davidstern auf dem Ortsfriedhof für neun unbekannte jüdische KZ-Häftlinge, darunter ein 13-jähriger Junge, die bei einem Todesmarsch zum KZ Buchenwald im März 1945 von SS-Männern ermordet wurden

### Kultur und Sehenswürdigkeiten
- Nikolaikirche mit Wendelinkapelle
- Kriegerdenkmal